# 10938 Lorenzalevy
10938 Lorenzalevy è un asteroide della fascia principale. Scoperto nel 1998, presenta un'orbita caratterizzata da un semiasse maggiore pari a 3,2193183 au e da un'eccentricità di 0,0689166, inclinata di 21,75350° rispetto all'eclittica.
L'asteroide è dedicato all'astronoma Lorenza Levy.